# Dallison
Dallison Gearing & Motor Company Ltd. war ein britischer Automobilhersteller aus Birmingham, der nur 1913 auf dem Markt war. Der Markenname lautete Dallison.
Das einzige Modell war ein Cyclecar. Der Wagen wurde mit einem V2-Motor von Precision angetrieben. Zur Wahl standen Luft- und Wasserkühlung.